# Torrazzo di Cremona
Torrazzo v Cremoně je zvonicí cremonské katedrály Nanebevzetí Panny Marie. Je vysoká 112,7 metrů a je to druhá nejvyšší cihlová zvonice na světě, po zvonici bavorské katedrály v Landshutu.
Podle lidové tradice stavba věže začala roku 754. Ve skutečnosti byla postavena ve čtyřech etapách: první v první polovině 13. století; druhá mezi lety 1250 a 1267; třetí kolem roku 1284, a dokončení mramorové špice proběhlo roku 1309.
Její výška je udána na plaketě, vsazené do zdi u základů věže, je zde uvedena míra 250 paží a 2 ounce, v starém metrickém systému, což je přibližně 111 metrů.
Archeologické práce v 80. letech odhalily zbytky staveb, pravděpodobně kostela s přilehlým hřbitovem a ještě starších z období starého Říma.
Ve čtvrtém patře věže je největší orloj na světě. Mechanismus sestrojili Francesco a Giovani Battista Divizioli (otec a syn) mezi lety 1583 a 1588. Exteriér, původně namalovaný Paolem Scazzolou roku 1483, ale později mnohokrát přemalován, znázorňuje oblohu se zvěrokruhem a Slunce s Měsícem.

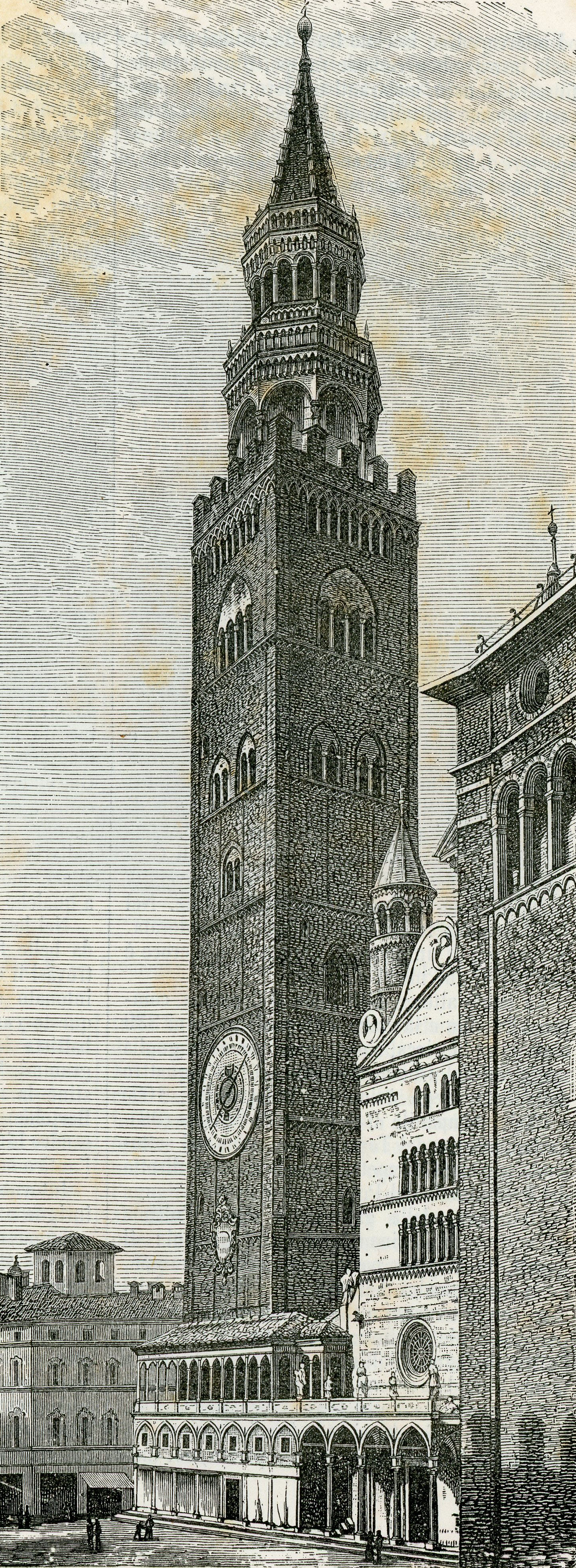
1899
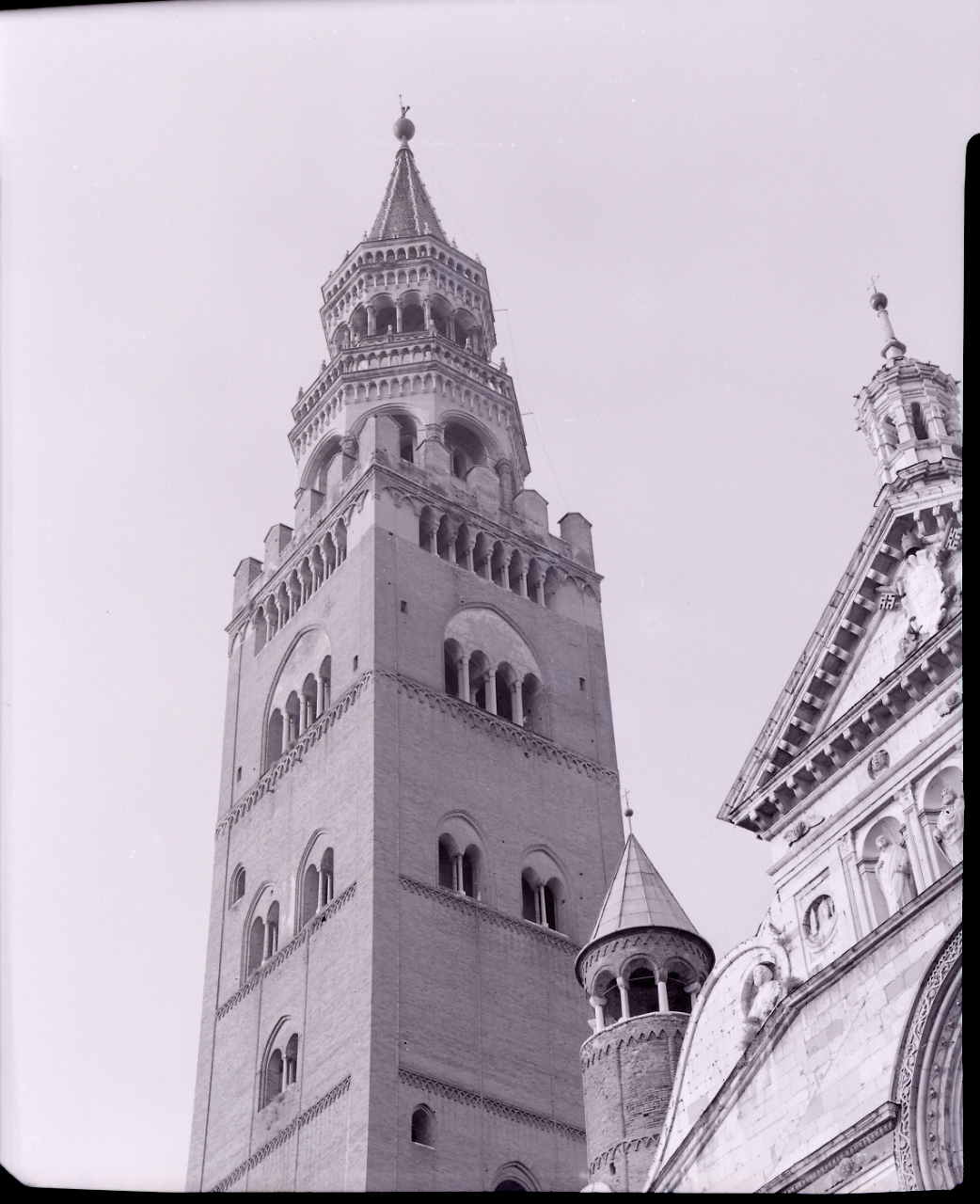
1965
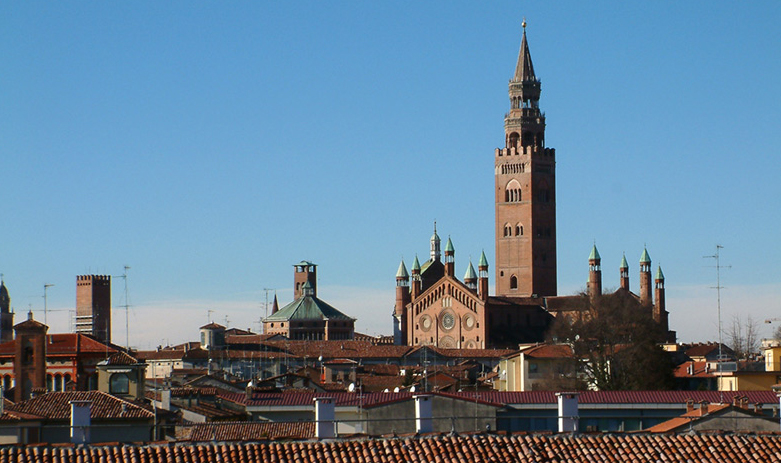
Dominanta katedrály Nanebevzetí Panny Marie v Cremoně, 2005
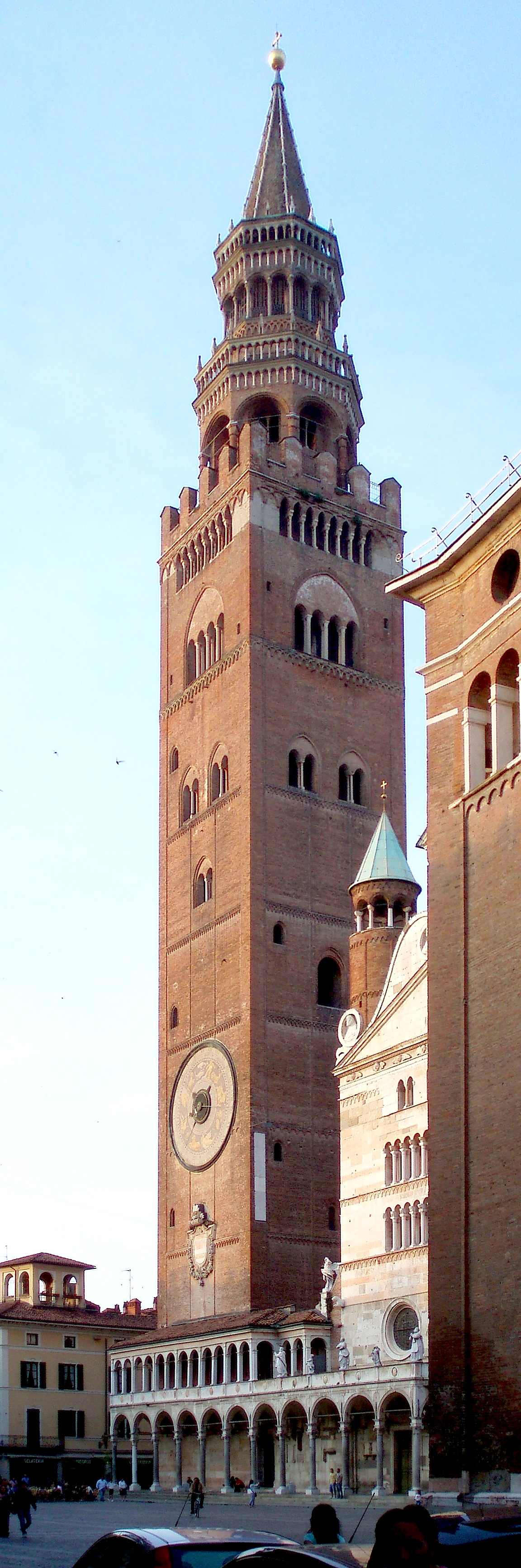
2011
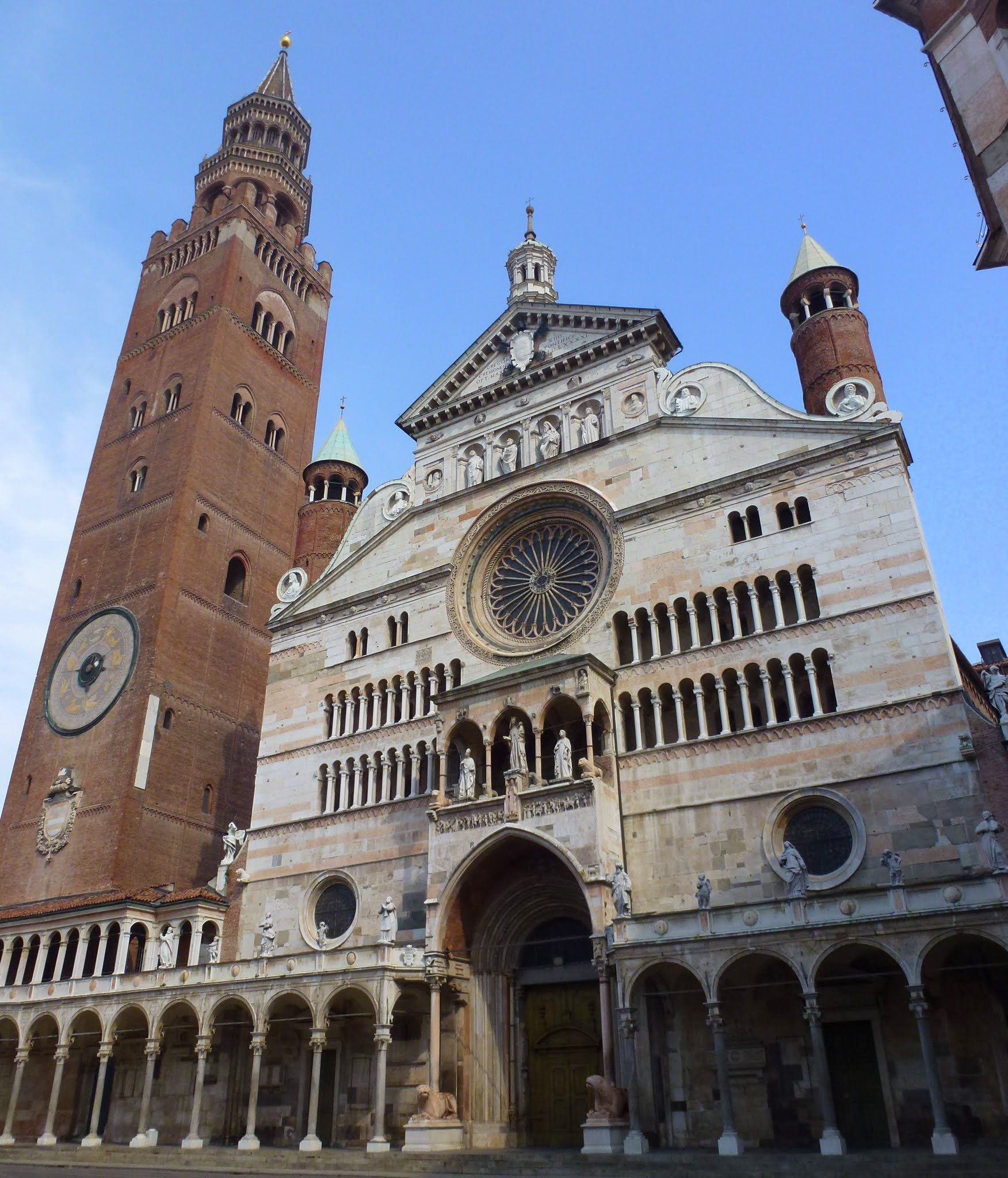
2012
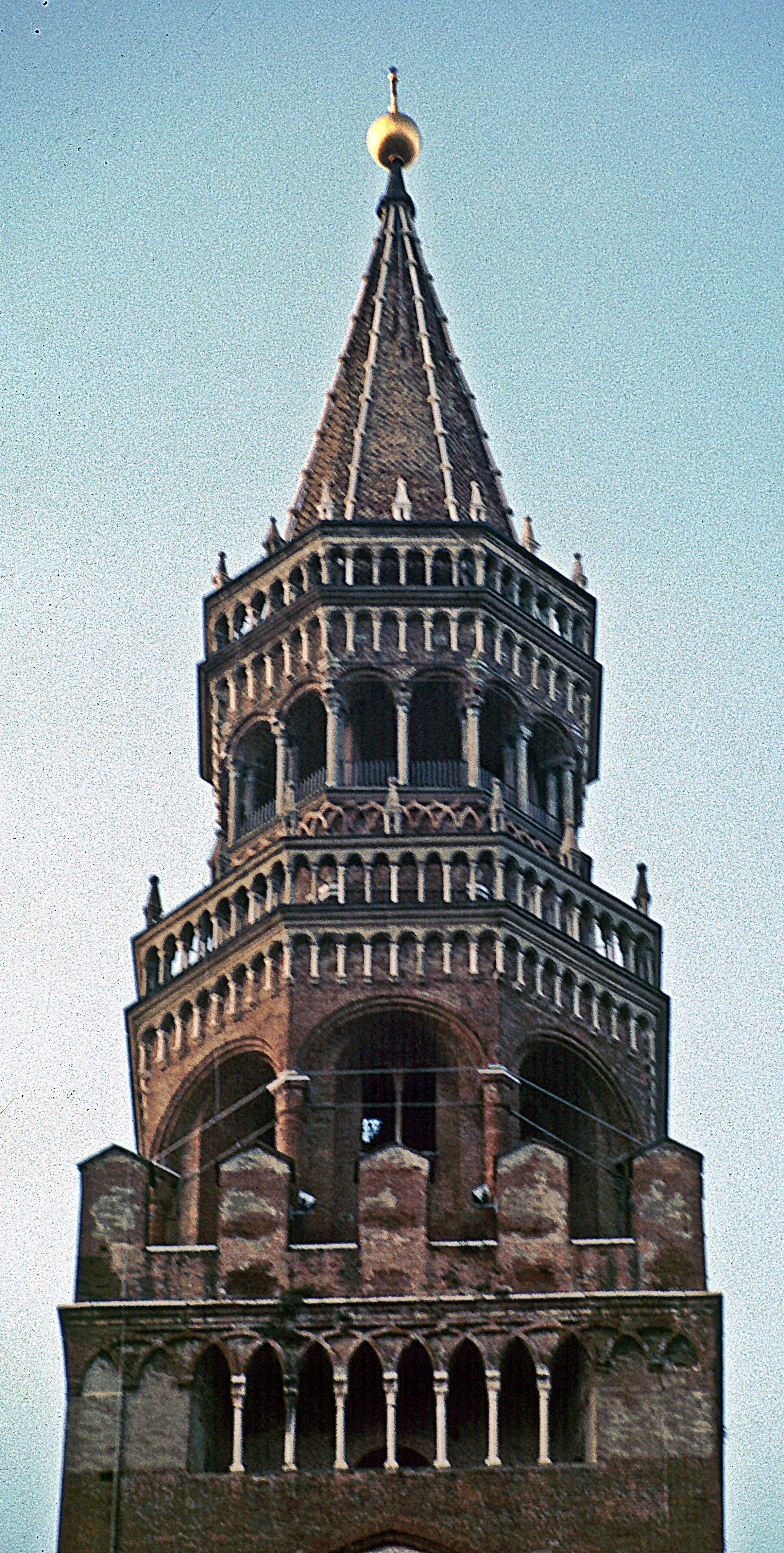
Detail vrcholu, 2015